# 楊博智
楊博智（英語：Alan Yang Bo Zhi，2008年6月21日—），台灣新生代歌手、演員。2019年6月15日在民視歌唱節目《台灣那麼旺》初登場，為青少年組參賽者，於2020年11月7日衛冕十關畢業。

## 團體
2020年與洪尚捷合組「CP BOYS 萌力男孩」，為台灣年紀最小男孩團體。

## 音樂作品
2022年1月14日「CP BOYS 萌力男孩」發行首張專輯EP《校園西遊》，其中包含個人單曲「保庇」。

## 演出作品
2020年參演林見坪導演執導的短篇電影《小黃花》（飾演 小阿南）。該片於2022年台北電影節上映並入圍最佳視覺效果獎；獲選為2023年第45屆金穗影展觀摩片。
2024年1月主演拍攝客家電視台電視電影蒼蠅歌手

## 外部連結
- 楊博智的Facebook專頁 （页面存档备份，存于）
- 楊博智的Instagram帳戶
- 楊博智的YouTube頻道 （页面存档备份，存于）